# Alloclubionoides wolchulsanensis
Alloclubionoides wolchulsanensis là một loài nhện trong họ Amaurobiidae.
Loài này thuộc chi Alloclubionoides. Alloclubionoides wolchulsanensis được Joo-Pil Kim miêu tả năm 2009.